# Parszywe dranie
Parszywe dranie (ang. Dirty Rotten Scoundrels) – amerykańska komedia kryminalna z 1988 roku w reżyserii Franka Oza. Remake hollywoodzkiego filmu Opowieść do poduszki (1964) Ralpha Levy'ego. Obraz doczekał się również nowszej wersji w postaci Oszustek (2019) Chrisa Addisona.
Zdjęcia kręcono we Francji na Lazurowym Wybrzeżu (Antibes, Cannes, Beaulieu-sur-Mer, Juan-les-Pins, Saint-Jean-Cap-Ferrat, Nicea, Villefranche-sur-Mer).

## Fabuła
Freddy Benson i Lawrence Jamieson to dwaj oszuści, którzy okradają bogate panie za pomocą różnych podstępów. Ale pewnego dnia ich drogi się krzyżują. Obaj nie znoszą konkurencji i postanawiają walczyć. Nagrodą będzie wyłączność na terenie. Ich celem jest bogata Amerykanka Janet Colgate – obaj mają wyłudzić jej pieniądze. Ale kobieta skrywa pewną tajemnicę.

## Główne role
- Steve Martin – Freddy Benson
- Michael Caine – Lawrence Jamieson
- Glenne Headly – Janet Colgate
- Anton Rodgers – Inspektor Andre
- Barbara Harris – Fanny Eubanks
- Ian McDiarmid – Arthur
- Dana Ivey – Pani Reed
- Nathalie Auffret - Marion
- Meagen Fay - Dama z Oklahomy
- Frances Conroy - Dama z Palm Beach
- Aïna Walle - Panna Krista Knudsen
- Louis Zorich - Grecki milioner

i inni. 

## Nagrody i nominacje
Złote Globy 1988
- Najlepszy aktor w komedii lub musicalu – Michael Caine (nominacja)